# Necmettin Erbakan
Necmettin Erbakan (Sinop, 29 de octubre de 1926-Ankara, 27 de febrero de 2011) fue un político turco, el primer líder de un partido político islámico en ganar unas elecciones generales en Turquía (1995). Fue primer ministro de Turquía de 1996 a 1997.
Hijo de un juez de tribunal religioso en la era otomana, estudió ingeniería mecánica antes de ser electo para la Asamblea Nacional en 1969. A pesar de la fuerte tradición secular de Turquía y sus leyes que prohíben la integración de partidos basados en ideologías religiosas, Erbakan formó un partido islámico en 1970 y otro en 1972, trabajando dos veces como vice primer ministro.
Su tercer intento de formar un partido fue cuando creó el Refah Partisi, el cual ganó la mayoría de escaños en las elecciones de 1995. Como primer ministro, formó un gobierno de coalición en 1996, pero su partido fue declarado ilegal en 1997; siendo él suspendido de la política. 
| Predecesor: Mesut Yılmaz | Primer ministro de Turquía 1996 - 1997 | Sucesor: Mesut Yılmaz |

- Datos: Q243550
- Multimedia: Necmettin Erbakan / Q243550